# Maxillaria linearis
Maxillaria linearis är en orkidéart som beskrevs av Charles Schweinfurth. Maxillaria linearis ingår i släktet Maxillaria och familjen orkidéer. Inga underarter finns listade i Catalogue of Life.